# Sherlock (ort)
Sherlock är en ort i Australien. Den ligger i kommunen The Coorong och delstaten South Australia, omkring 120 kilometer öster om delstatshuvudstaden Adelaide. Antalet invånare är 241.
Trakten runt Sherlock är nära nog obefolkad, med mindre än två invånare per kvadratkilometer.. Sherlock är det största samhället i trakten.
Trakten runt Sherlock består till största delen av jordbruksmark. Genomsnittlig årsnederbörd är 455 millimeter. Den regnigaste månaden är juni, med i genomsnitt 73 mm nederbörd, och den torraste är december, med 14 mm nederbörd.